# Chelymorpha rosarioensis
Chelymorpha rosarioensis es una especie de coleóptero de la familia Chrysomelidae.
Fue descrita científicamente en 2000 por Buzzi.